# IV Liceum Ogólnokształcące w Bydgoszczy
IV Liceum Ogólnokształcące im. Kazimierza Wielkiego w Bydgoszczy – bydgoska szkoła ponadpodstawowa.

## Historia
Szkołę założono w 1953 roku. Początkowa siedziba znajdowała się przy ul. Kaliskiej 10, następnie w roku 1973 liceum przeniesiono do budynku przy ul. Gdańskiej, a w 1986 na ul. Stawową 39 na bydgoskim Błoniu. W 1963 patronem liceum został Lucjan Szenwald. Wiosną 2013 rozpoczęła się budowa osiedlowego basenu przy ZSO nr 4, który w marcu 2015 roku został oddany do użytku. 29 września 2021 otwarto „Zielony Zakątek Czwórki = Green4rest” wraz z muralem roślinnym. 15 czerwca 2024 roku zorganizowane zostaną obchody 70-lecia jubileuszu IV Liceum.

### Dyrektorzy szkoły
- Jan Gułajski[1]
- Włodzimierz Mikulski
- Henryk Wiśniewski
- Marian Guździoł
- Hanna Czarkowska
- Jarosław Szczepaniak
- Katarzyna Kijewska-Południak.

### Honorowi nauczyciele
Komitet organizacyjny obchodów 50-lecia istnienia IV Liceum Ogólnokształcącego im. Kazimierza Wielkiego w Bydgoszczy wyróżnił nauczycieli, którzy przepracowali w szkole ponad 20 lat i przyznał im tytuł Honorowego Nauczyciela IV LO:
- Ewa Piechocka 1970–91
- Urszula Lisiak 1969–74 1978–91 1995–96
- Emilia Mrozek 1971–91
- Irena Werstak-Tomasik 1973–2002
- Hanna Jatkowska-Czarkowska 1976–2003
- Sabina Wiśniewska 1983–2003
- Felicja Paluchowska Pławska 1977–85, 1988–2003
- Tadeusz Kuczun 1973–98
- Jadwiga Pankowska-Śliferz 1979–2003
- Emilia Maczkowska 1980–2003
- Ewa Nowakowska-Prylińska 1964–96
- Halina Lassak 1975–2003
- Janina Antczak 1976–2002
- Ewa Hawryluk 1983–2003
- Barbara Kaja 1964–81, 1983–85
- Joanna Skonieczna 1973–99
- Henryk Busse 1969–95
- Ryszard Stamm 1965–88 (syn trenera boksu Feliksa Stamma)
- Łucja Warpińska 1960–81
- Ewa Budziak-Sobieraj 1974–76, 1979–2003
- Hanna Zamorska 1974–2009
- Bogdana Rękas 1975–2000
- Renata Gniłka 1970–90, 1992–2002

### Absolwenci
- Marek Dąbrowski – ekonomista, poseł na Sejm RP I kadencji (1991–1993), były członek Rady Polityki Pieniężnej (1998-2004)
- Janusz Filipiak – profesor nauk technicznych, założyciel i prezes zarządu firmy informatycznej Comarch, działacz sportowy, prezes sportowej spółki akcyjnej MKS Cracovia[5]
- Bartosz Kustra (1982-2024) – dziennikarz Radio PiK[6]
- Stefan Pastuszewski – polityk, poseł na Sejm RP I kadencji (1991–1993)
- Marcelina Rutkowska-Konikiewicz – dziennikarka TVN, Eurosport i Eleven Sports, podprowadzająca Apator Toruń
- Dawid Witnik – założyciel i prezes klubu futbolu amerykańskiego Angels Toruń(inne języki), dziennikarz Radio GRA i Radio Sfera
- Tomasz Zaboklicki – przedsiębiorca, prezes zarządu PESA Bydgoszcz SA[7].
- Janusz Zemke – polityk, wiceminister Obrony Narodowej w latach 2001–2005, poseł na Sejm RP

## Profile klas
Od roku szkolnego 2014/15 zmieniono klasy na następujące:
- Klasa „A” – klasa biologiczno-medyczna – rozszerzenie z języka angielskiego, biologii, chemii lub fizyki
- Klasa „B” – klasa przyrodniczo-turystyczna – rozszerzenie z języka angielskiego, geografii, biologii lub matematyki
- Klasa „C” – klasa matematyczno-przyrodnicza – rozszerzenie z języka angielskiego, matematyki, geografii lub fizyki
- Klasa „D” – klasa humanistyczno-kulturoznawcza – rozszerzenie z języka angielskiego, języka polskiego, historii